# Kind of Blue
Kind of Blue là album của nghệ sĩ nhạc jazz Miles Davis. Album được thu âm trong hai ngày 2 tháng 3 và 22 tháng 4 năm 1959 tại phòng thu Columbia 30th Street Studio, thành phố New York và được Columbia Records phát hành ngày 17 tháng 8 năm 1959. Sản phẩm này đánh dấu dàn nghệ sĩ danh tiếng nhất từng cộng tác với Davis, bao gồm các nghệ sĩ saxophone John Coltrane và Julian "Cannonball" Adderley, nghệ sĩ dương cầm Wynton Kelly, nghệ sĩ bass Paul Chambers, tay trống Jimmy Cobb, cùng với cựu thành viên ban nhạc, nghệ sĩ dương cầm Bill Evans. Kể từ khi Evans tham gia vào ban nhạc vào cuối năm 1958, Davis quay trở lại mới những trải nghiệm nhạc modal từ album Milestones, nhằm biến Kind of Blue trở thành một sản phẩm nhạc modal hoàn hảo, khác biệt hoàn toàn với các sản phẩm hard bop của mình trước đó.
Kind of Blue thường được coi là album nhạc jazz vĩ đại nhất mọi thời đại, đỉnh cao sự nghiệp của Davis, và là một trong những album vĩ đại nhất mọi thời đại. Những ảnh hưởng không chỉ đối với nhạc jazz mà còn đối với nhạc rock và nhạc cổ điển, đã biến đây là một trong những sản phẩm quan trọng nhất của lịch sử. Năm 2002, album được đưa vào Danh sách lưu trữ quốc gia của Thư viện Quốc hội Mỹ, và tới năm 2003 được xếp số 12 trong danh sách "500 album vĩ đại nhất" của tạp chí Rolling Stone.
Kind of Blue, cho dù còn nhiều tranh cãi, cũng chính là album bán chạy nhất của Davis, và là album bán chạy nhất lịch sử nhạc jazz. Năm 2008, album đạt Chứng chỉ 4x Bạch kim từ Hiệp hội Công nghiệp ghi âm Hoa Kỳ (RIAA), tương đương với 4 triệu ấn bản chỉ riêng tại thị trường Mỹ.

## Dach sách ca khúc
| Mặt A | Mặt A                | Mặt A             | Mặt A      |
| STT   | Nhan đề              | Sáng tác          | Thời lượng |
| ----- | -------------------- | ----------------- | ---------- |
| 1.    | "So What"            | Miles Davis       | 9:04       |
| 2.    | "Freddie Freeloader" | Davis             | 9:34       |
| 3.    | "Blue in Green"      | Davis, Bill Evans | 5:27       |

| Mặt B | Mặt B               | Mặt B        | Mặt B      |
| STT   | Nhan đề             | Sáng tác     | Thời lượng |
| ----- | ------------------- | ------------ | ---------- |
| 1.    | "All Blues"         | Davis        | 11:33      |
| 2.    | "Flamenco Sketches" | Davis, Evans | 9:26       |

- Mặt A và B được tổng hợp thành các ca khúc số 1–5 trong ấn bản CD.

| 1997 reissue bonus track | 1997 reissue bonus track               | 1997 reissue bonus track | 1997 reissue bonus track |
| STT                      | Nhan đề                                | Sáng tác                 | Thời lượng               |
| ------------------------ | -------------------------------------- | ------------------------ | ------------------------ |
| 6.                       | "Flamenco Sketches" (alternative take) | Miles Davis, Bill Evans  | 9:32                     |

| 2008 bonus tracks | 2008 bonus tracks                       | 2008 bonus tracks |
| STT               | Nhan đề                                 | Thời lượng        |
| ----------------- | --------------------------------------- | ----------------- |
| 7.                | "Freddie Freeloader" (nháp phòng thu 1) | 0:53              |
| 8.                | "Freddie Freeloader" (lỗi)              | 1:27              |
| 9.                | "Freddie Freeloader" (nháp phòng thu 2) | 1:30              |
| 10.               | "So What" (nháp phòng thu 1)            | 1:55              |
| 11.               | "So What" (nháp phòng thu 2)            | 0:13              |
| 12.               | "Blue in Green" (nháp phòng thu)        | 1:58              |
| 13.               | "Flamenco Sketches" (nháp phòng thu 1)  | 0:45              |
| 14.               | "Flamenco Sketches" (nháp phòng thu 2)  | 1:12              |
| 15.               | "All Blues" (nháp phòng thu)            | 0:18              |

| 2008 bonus disc | 2008 bonus disc                                               | 2008 bonus disc                 | 2008 bonus disc |
| STT             | Nhan đề                                                       | Sáng tác                        | Thời lượng      |
| --------------- | ------------------------------------------------------------- | ------------------------------- | --------------- |
| 1.              | "On Green Dolphin Street"                                     | Bronislaw Kaper, Ned Washington | 9:50            |
| 2.              | "Fran-Dance"                                                  | Miles Davis                     | 5:49            |
| 3.              | "Stella by Starlight"                                         | Victor Young, Ned Washington    | 4:46            |
| 4.              | "Love for Sale"                                               | Cole Porter                     | 11:49           |
| 5.              | "Fran-Dance" (alternate take)                                 | Miles Davis                     | 5:53            |
| 6.              | "So What" (thu âm tại Kurhaus, The Hague, 9 tháng 4 năm 1960) | Miles Davis                     | 17:29           |

## Thành phần tham gia sản xuất
Theo phụ chú album.
- Miles Davis – trumpet
- Julian "Cannonball" Adderley – alto saxophone (ngoại trừ trong "Blue in Green")
- John Coltrane – tenor saxophone
- Bill Evans – piano (ngoại trừ trong "Freddie Freeloader")
- Wynton Kelly – piano (trong "Freddie Freeloader")
- Paul Chambers – double bass
- Jimmy Cobb – trống

## Xếp hạng
| Năm  | Xếp hạng Billboard  | Vị trí |
| ---- | ------------------- | ------ |
| 1977 | Jazz Albums         | 37     |
| 1987 | Top Jazz Albums     | 10     |
| 2001 | Top Internet Albums | 14     |
| 2015 | Vinyl Albums        | 3      |

## Chứng chỉ
| Quốc gia                                                                           | Chứng nhận  | Số đơn vị/doanh số chứng nhận |
| ---------------------------------------------------------------------------------- | ----------- | ----------------------------- |
| Úc (ARIA)                                                                          | 2× Bạch kim | 140.000^                      |
| Bỉ (BEA)                                                                           | Vàng        | 25.000*                       |
| Pháp (SNEP)                                                                        | 2× Vàng     | 372,500 ‡                     |
| Ý (FIMI)                                                                           | Bạch kim    | 100.000*                      |
| Hà Lan (NVPI)                                                                      | Bạc         | 10,000^                       |
| Ba Lan (ZPAV)                                                                      | Bạch kim    | 10,000‡                       |
| Anh Quốc (BPI)                                                                     | 2× Bạch kim | 600.000‡                      |
| Hoa Kỳ (RIAA)                                                                      | 4× Bạch kim | 4.000.000^                    |
| * Chứng nhận dựa theo doanh số tiêu thụ. ^ Chứng nhận dựa theo doanh số nhập hàng. |             |                               |